# 日新 (大理)
日新（にっしん）は、中国後大理国の段正厳の時代に使用された元号。1109年 。

## 西暦との対照表
| 日新 | 元年   |
| 西暦 | 1109年 |
| 干支 | 己丑   |